# Paolo Costa
Paolo Costa (* 23. Juli 1943 in Venedig) ist ein italienischer Wirtschaftswissenschaftler und Politiker (Democratici, DL). Er war von 1992 bis 1996 Rektor der Universität Venedig. Von 1996 bis 1998 war Costa Minister für öffentliche Arbeiten und von 1999 bis 2009 Mitglied des Europäischen Parlaments. Zudem war er von 2000 bis 2005 Bürgermeister von Venedig und von 2008 bis 2017 Leiter der Hafenbehörde von Venedig.

## Leben

### Wirtschaftswissenschaftler
Costa studierte Wirtschaftswissenschaften an der Universität Venedig (Ca’ Foscari), wo er 1968 seinen Abschluss machte. Von 1972 bis 1977 lehrte er als Dozent für Raumplanung und Regionalökonomie an der Universität Padua, anschließend bis 1980 als Dozent für politische Ökonomie an der Universität Venedig. 1980 wurde er ordentlicher Professor für Stadt- und Regionalökonomie am Istituto Universitario di Architettura di Venezia (IUAV). 1982 wechselte er zurück an die Ca’ Foscari, wo er zunächst eine Professur für politische Ökonomie innehatte, ab 1984 für Wirtschaftsplanung und von 1995 bis 2001 für Regionalökonomie. Gastprofessuren und Forschungsaufenthalte führten ihn an die University of Reading (1975) und die New York University (1980, 1983 und 1988).
Von 1989 bis 1992 war er Prorektor, anschließend bis 1996 Rektor der Universität Venedig. Er war stellvertretender Vorsitzender der italienischen Hochschulrektorenkonferenz (CRUI) und italienischer Vertreter im Verband der Rektorenkonferenzen der Europäischen Union (Eurec). Er war Dean des akademischen Rats der Venice International University und von 1993 bis 1998 Vizepräsident des Rates der Universität der Vereinten Nationen in Tokyo.

### Politische Karriere
Zugleich war Costa politisch aktiv, zunächst im Movimento per l’Ulivo, in dem sich die Unterstützer Romano Prodis zusammenschlossen, dann in den sozialliberalen Parteien I Democratici (1999–2002) und La Margherita (2002–2007), ab 2007 in der Mitte-links-Sammelpartei Partito Democratico. Von 1996 bis 1998 war er Minister für öffentliche Arbeiten im ersten Kabinett Prodis. 
Bei der Europawahl 1999 wurde Costa ins Europäische Parlament gewählt, wo er bis 2004 stellvertretender Vorsitzender der liberalen ELDR-Fraktion war. Außerdem leitete er ab 2003 den Ausschuss für Regionalpolitik, Verkehr und Fremdenverkehr. Bei der Europawahl 2004 wurde er für eine weitere Wahlperiode als Europaparlamentarier bestätigt. Bis zu seinem Ausscheiden aus dem EU-Parlament 2009 fungierte er als Vorstandsmitglied der liberalen Fraktion, die sich inzwischen in ALDE umbenannt hatte, und als Vorsitzender des Ausschusses für Verkehr und Fremdenverkehr (TRAN).

### Bürgermeister von Venedig
1997 bis 2000 gehörte er dem venezianischen Stadtrat an, und wurde im Jahr 2000 als Nachfolger Massimo Cacciaris Bürgermeister von Venedig. Costa war der Kandidat des Mitte-links-Bündnisses L’Ulivo und gewann die Stichwahl gegen Renato Brunetta von der Forza Italia mit 56 %. Als Bürgermeister war er zugleich Präsident der Stiftung für das Teatro La Fenice, das nach dem Brand von 1996 wiederaufgebaut wurde und 2003 wieder eingeweiht werden konnte, Vizepräsident der Biennale sowie Vizepräsident der Associazione Nazionale Comuni Italiani. 2004 schlug er eine U-Bahn-Anbindung Venedigs zum Festland vor. Bei der Kommunalwahl 2005 verzichtete Costa auf eine erneute Kandidatur, sondern unterstützte eine zweite Amtszeit Cacciaris, der ihn auch wieder ablöste. 
Die zweite Regierung Romano Prodis ernannte Costa 2007 zum Sonderbeauftragten für die Erweiterung der US-Militärbasis am Flugplatz Vicenza.

### Präsident der Hafenbehörde
Costa wurde im Juli 2008 Hafendirektor, d. h. Präsident der 1996 gegründeten Autorità Portuale di Venezia, und Präsident der Adriahäfen-Vereinigung.
2010 legte er der Regierung in Rom den Plan eines Hafens in der Adria vor dem Lido vor, der für 1,4 Milliarden Euro entstehen soll, um die Lagune, die durch den zunehmenden Tankerverkehr gefährdet ist, nicht zu zerstören. Dieser Hafen soll etwa 14 km vor der Lagune liegen und das Abpumpen von Öl aus Tankern in eine noch zu bauende Pipeline ermöglichen. Diese soll das Öl nach Marghera, das entsprechend ausgebaut werden soll, und nach Mantua bringen. Darüber hinaus soll, so ein Vertrag von 2011, eine Biogasanlage auf Algenbasis in Pellestrina entstehen, die 40 bis 50 MW Strom liefern soll.

### Tätigkeit in der Privatwirtschaft
Seit 2010 ist Costa Vorsitzender des Verwaltungsrats der SPEA Engineering s.p.a., die Automatic Test Equipment entwickelt und herstellt. Seit 2013 ist er Vorstandsmitglied der italienischen Gesellschaft für Verkehrspolitik (SIpoTra). Swit 2016 ist er Mitglied des Aufsichtsrats des Aéroport Nice Côte d’Azur sowie seit 2017 Stiftungsratsmitglied der Fondazione di Venezia, die zur Sparkasse Venedig gehört.

### Ehrungen
1998 wurde er mit dem Großen Verdienstkreuz der Italienischen Republik ausgezeichnet. 2008 erhielt er den Großen Verdienstorden des Landes Südtirol.